# Название Греции
Название «Греция» имеет латинское происхождение и в греческом языке не используется. Самоназвание греками своей страны — «Эллада» (греч. Ελλάδα МФА: [eˈlaða]о файле) или «Эллас». Изначально название области в южной Фессалии — Фтиотиде, постепенно распространилось на всю Грецию. С принятием термина эллин общим для обозначения всех греков, название Эллада стало собирательным именем для всей материковой Греции, а затем и всей Греции, включая архипелаги, острова и области в Малой Азии (в противоположность исторической Великой Греции, расположенной в Южной Италии).

## История топонима
Названия Греции в англо-германских языках происходят от латинского названия лат. Graecia буквально означающего «земля греков», которое использовалась древними римлянами для обозначения территории современной Греции. Аналогично было образовано латинское название нации — «греки» (лат. Graeci). Латинские термины, в свою очередь, ведут своё происхождение от Graecus — латинской адаптации греческого слова Γραικός (множ. Γραικοί), что означает «греческий», но его этимология остается неопределённой.
В своем «Словаре греческой и римской географии» Уильям Смит отмечает, что иностранцы часто называют представителей других наций экзонимом, происходящим из эндонима.
Первым из греческих авторов название Γραικοί использовал Аристотель («Метеорологика»). Аристотель отмечал, что в районе вокруг города Додона и реки Ахелоос обитают люди, которых называют Γραικοί, но к тому времени их называли эллинами. Из этого следует, что этноним Γραικοί когда-то широко использовался в Эпире и на остальной части западного побережья Греции, и со временем стал названием, под которым эллинов знали италийские народы, жившие на противоположной стороне Ионического моря.
У древнегреческого поэта Гесиода, в его знаменитом «Каталоге женщин» имеется персонаж Грекус — сын Пандоры и Зевса, который дал своё имя людям, которые следовали эллинским обычаям, а брат Грекуса Латин дал свое имя латинам. Аналогично, легендарный прародитель греческого народа Эллин дал своё имя грекам (эллинам). Философ VI века Стефан Византийский в своём сочинении Ethnica также утверждал, что Грекус, сын Фессала, был родоначальником названия Graeci для эллинов.
Восточная часть Римской империи, которая была преимущественно грекоязычной, породила название греч. Ῥωμανία (Rhomania или Romania). Фактически с поздней античности, греки именовали себя Ῥωμαῖοι (sg. Ῥωμαῖος: Romans). Эти термины или связанные с ними иногда используются и в современном греческом языке: Ρωμιός (от Ῥωμαῖος), Ρωμιοσύνη. Основатель византинистики Иероним Вольф ввёл в научный оборот понятие «Византийская империя» в отношении Восточной Римской империи, и этот термин укоренился в западной историографии. Однако, поскольку Византия просуществовала почти на 1000 лет дольше, чем Западная Римская империя, большинство историков и географов Востока использовали для описании различных частей Византии и её населения такие термины, как Рум.

## Официальные названия современного греческого государства
С момента провозглашения независимости в 1821 году современное греческое государство существовало под разными официальными названиями, менявшимися главным образом в силу смены политического режима.
- 1821-28: «Временная администрация Греции» (греч. Προσωρινή Διοίκησις τῆς Ἑλλάδος) — использовалось временным правительством Греции до международного признания греческой автономии (и последующей независимости) согласно Лондонскому протоколу 1828 года[англ.];
- 1828-32: «Греческое государство» (греч. Ἑλληνική Πολιτεία) — использовалось при руководстве Иоанна Каподистрии. Иногда объединяется с предыдущим периодом под общим названием «Первая греческая республика»;
- 1832—1924: «Королевство Греция» (греч. Βασίλειον τῆς Ἑλλάδος) — принято после того, как Греция была объявлена монархией на Лондонской конференции 1832 года; сохранялось до отмены монархии 25 марта 1924 года;
- 1924-35: «Греческая республика» (греч. Ἑλληνική Δημοκρατία) — известна как «Вторая греческая республика», существовала с 1924 года до 10 октября 1935 года, когда переворот Георгиоса Кондилиса привёл к восстановлению монархии;
- 1935-73: «Королевство Греции» (греч. Βασίλειον τῆς Ἑλλάδος) — от восстановления монархии в 1935 году до его отмены режимом «чёрных полковников» 1 июня 1973 года. В период с 1941 по 1944 годы использовался для обозначения греческого правительства в изгнании;
- 1941-44: «Греческое государство» (греч. Ἑλληνική Πολιτεία) — название, использовавшееся коллаборационистским правительством Греции во время оккупации страны нацистской Германией во время Второй мировой войны;
- 1973 год — настоящее время: «Греческая республика» (греч. Ελληνική Δημοκρατία) — от упразднения монархии военной хунтой до настоящего времени. При этом режим Третьей греческой республики официально начинается в 1974 году после падения хунты и возвращения демократического правления.

### на русском языке
- Аристотель. Метеорологика. Книга I.
- Поспелов Е. М. Географические названия мира. Топонимический словарь / отв. ред. Р. А. Агеева. — 2-е изд., стереотип. — М.: Русские словари, Астрель, АСТ, 2002. — 512 с. — 3000 экз. — ISBN 5-17-001389-2.

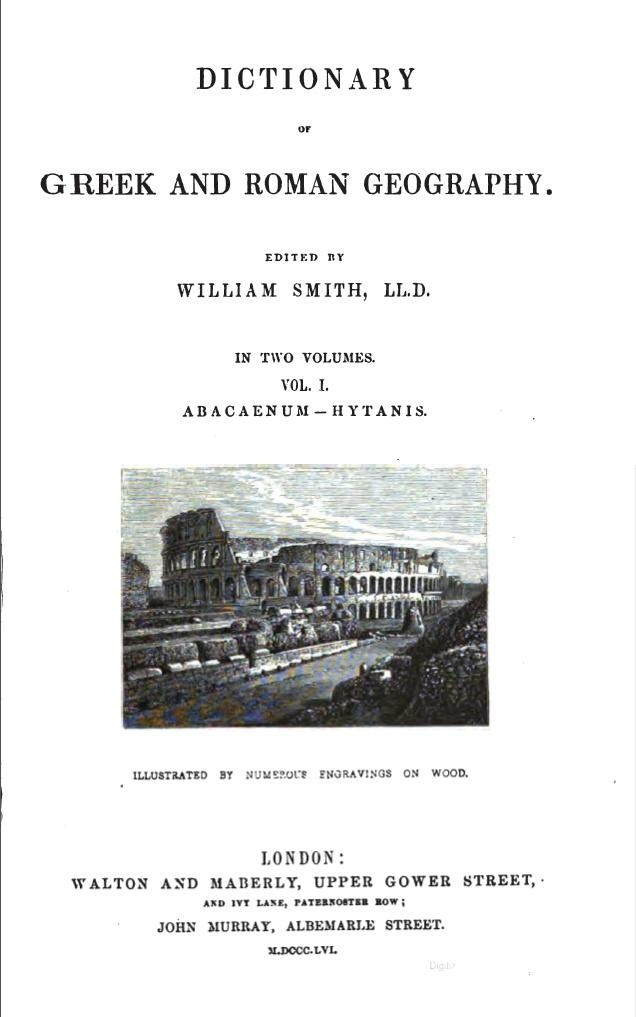
«Словарь греческой и римской географии» У.Смита, 1856 г.

- Словарь географических названий зарубежных стран / А. М. Комков. — М.: Недра, 1986. — 459 с.

### на английском языке
- Hesiod, Catalogue of Women, online in the Online Medieval & Classical Library
- Stephanus. Ethnica (неопр.) / Meineke, Augustus[англ.]. — 1849. — Reimer.
- Smith, William. Dictionary of Greek and Roman Geography (неопр.). — Little, Brown and Co., 1854. — Т. 1.
- Smith, William. Dictionary of Greek and Roman Biography and Mythology (англ.). — J. Walton, 1849. — Vol. 2.